# جون موريس (لاعب كريكت بريطاني)
جون موريس (1 أبريل 1964 في المملكة المتحدة - ) (بالإنجليزية: John Morris)‏ هو لاعب كريكت بريطاني. شارك مع منتخب إنجلترا للكريكت. أما مع النوادي، فقد لعب مع نادي مقاطعة ديربيشاير للكريكت ‏ ونادي مقاطعة دورهام للكريكت ‏ ونادي مقاطعة نوتنغهامشير للكريكت ‏ وNorthern Cape (cricket team) ‏.

## وصلات خارجية
- جون موريس على موقع إي آس بي آن كريك إنفو (الإنجليزية)